# Northern Girl
Northern Girl (ros. Diewoczka s siewiera) – utwór rosyjskiego zespołu Priemjer-ministr, napisany przez Kim Breitburg, Karen Kawalerjan, Evgene Fridlyand i Irinę Antonian, nagrany i wydany w 2002 roku, umieszczony na czwartym albumie studyjnym formacji, zatytułowanym Diewoczka s siewiera.
Kompozycja reprezentowała Rosję podczas 47. Konkursu Piosenki Eurowizji w 2002 roku, została wybrana wewnętrznie dla zespołu spośród 11 742 kandydatur, jej premiera odbyła się na początku marca. Niedługo po wydaniu utwór trafił na pierwsze miejsce krajowych list przebojów. W maju formacja zaprezentowała piosenkę w finale konkursu, w którym zajęła ostatecznie 10. miejsce, zdobywając łącznie 55 punktów.